# Michael De Luca
Pour les articles homonymes, voir De Luca.
Michael De Luca, né le 13 août 1965 à Brooklyn est un producteur, producteur délégué et scénariste américain.

## Filmographie partielle

### Comme scénariste
- 1991 : La Fin de Freddy, l'ultime cauchemar de Rachel Talalay
- 1994 : L'Antre de la folie de John Carpenter
- 1995 : Judge Dredd de Danny Cannon

### Comme producteur
- 2007 : Ghost Rider de Mark Steven Johnson
- 2008 : Love Gourou de Marco Schnabel
- 2008 :  Las Vegas 21 de Robert Luketic
- 2010 : The Social Network de David Fincher
- 2011 : Le Stratège de Bennett Miller
- 2011 : Baby-sitter malgré lui de David Gordon Green
- 2011 : Ghost Rider 2: L'Esprit de Vengeance de Mark Neveldine et Brian Taylor
- 2013 : Captain Phillips de Paul Greengrass
- 2014 : Dracula Untold de Gary Shore
- 2015 : Cinquante nuances de Grey (Fifty Shades of Grey) de Sam Taylor-Wood
- 2018 : Under the Silver Lake de David Robert Mitchell
- 2018 : Les Frères Sisters (The Sisters Brothers) de Jacques Audiard
- 2019 : Les Baronnes (The Kitchen) d'Andrea Berloff
- 2024 : Ricky Stanicky de Peter Farrelly

### Comme producteur délégué
- 1991 : La Fin de Freddy, l'ultime cauchemar
- 1994 : The Mask
- 1998 : Dark City
- 1998 : Perdus dans l'espace
- 1998 : Pleasantville
- 1999 : Austin Powers 2 : L'Espion qui m'a tirée
- 2001 : Rush Hour 2
- 2002 : Blade 2
- 2024 : Shōgun (série TV)